# 西西里馬爾他河馬
西西里馬爾他河馬（Hippopotamus pentlandi）是已滅絕的河馬，生存於更新世的西西里。牠是更新世地中海地區體型最大的侏儒河馬。